# Hans Pernat
Hans Pernat, eigentlich Johann Pernat, (* 16. Februar 1867 in München; † 23. April 1919 ebenda) war ein deutscher Verleger für Ansichtskarten, dessen Verlag vor allem Karten für den bayerischen und süddeutschen Raum herausbrachte. Heute sind seine Ansichtskarten, hauptsächlich die künstlerisch gestalteten topografischen Ansichtskarten, wegen ihrer Schönheit bei Sammlern sehr beliebt.

## Die jungen Jahre
Hans Pernat kam in der Münchner Maxvorstadt zur Welt und wuchs, zusammen mit seinem älteren Bruder Karl, im Rückgebäude der Gabelsbergerstraße 59 auf. Seine Eltern waren Karl Pernat (Vergolder) und Anna Beckert, eine Kutscherstochter. Nach seiner Schulausbildung begann Hans Pernat eine Metzgerlehre. Später ging er zur Marine nach Wilhelmshaven. Mit 21 Jahren war er wieder in München.

## Unternehmensgeschichte

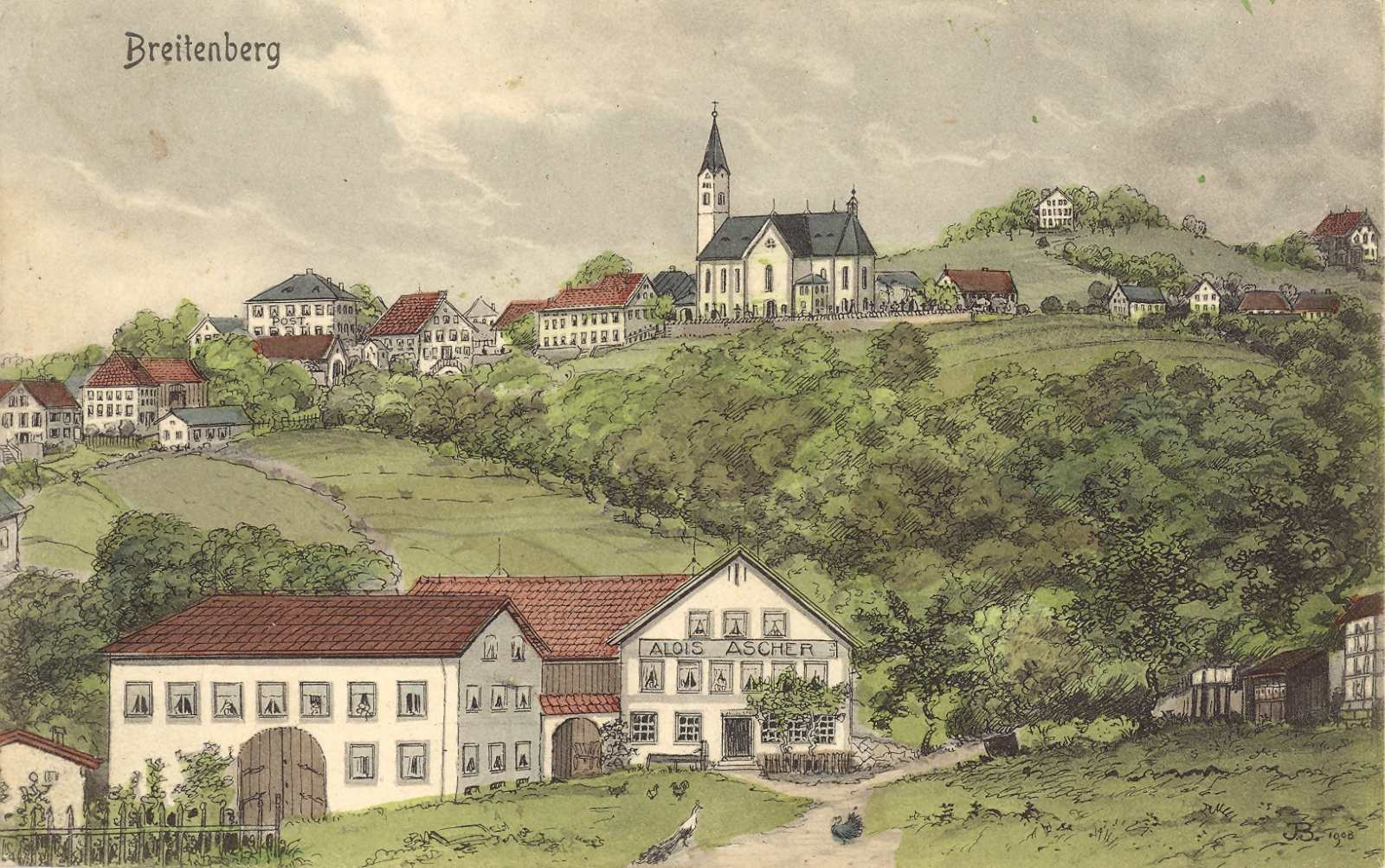
Beispiel einer Ansichtskarte vom Verlag Hans Pernat: gemalte topografische Ansichtskarte von Breitenberg – Gasthaus Alois Ascher (1909)

Ab 1891 hatte er mit seinem Partner Dietrich Micherl kurzzeitig ein Fotografiegeschäft und ab 1895 hatte er ein Fotoatelier.
Nach derzeitigen Erkenntnissen publizierte er, durch seine Fotografentätigkeit in Schwabing, die ersten Ansichtskarten ab 1899, danach auch für sein Fotografisches Atelier in der Kasernstraße (die mittlerweile Leonrodstraße heißt).
Ab 1901 eröffnete Pernat offiziell einen Ansichtskartenverlag in der Kaiserstraße in Schwabing (Postamt: München 23). 1904 verlegte er erstmals künstlerisch gestaltete topografische Ansichtskarten, für die er heute so bekannt ist. Er stellte Ansichtskarten fortan nicht mehr nur für Bayern her. Ab 1905 verkaufte er fast nur noch gemalte topografische Ansichtskarten, hauptsächlich in schwarz-weiß, aber auch koloriert, und begann seine Ansichtskarten zu nummerieren. Zwischen 1899 und 1905 arbeitete für ihn u. a. der Wiener Künstler Josef Prokopp (1872–1952).
- 1906 kam die Kolorieranstalt in sein Wohnhaus in Milbertshofen (Postamt: München 46)
- 1907 wurde seine Frau Inhaberin des Unternehmens
- 1909 Kolorieranstalt und Verlag wurden in Milbertshofen zusammengelegt
- ab 1910 wurde für Karten auch das Offset-Litho-Verfahren verwendet
- 1915 sein ehemaliger Geschäftspartner Julius Thauer half dem bereits kranken Pernat
- ab 1919–1922, nachdem Hans Pernat starb, führte Thauer das Geschäft in München-Pasing weiter
- 1925–1932: Kunst- und Verlagsanstalt Pernat Wwe., München 46; Therese Pernat übernahm mehr Verantwortung im Verlag
- 1933 Frau Pernat zog nach München 13, Korbinianstr. 8 um
- 1944–1955 Wilhelm de Biasio übernahm die Geschäfte

Im Verlauf der Verlagsgeschichte entstanden ca. 15.000 unterschiedliche Ansichtskarten.

## Privatleben
1897 ging er eine Ehe mit der aus Augsburg stammenden Kunststickerin Therese Gleich ein. Es gab keine Nachkommen.